# Cabalus
Genre
Cabalus est un genre d'oiseaux de la famille des Rallidae.

## Liste des espèces
Selon la classification de référence du Congrès ornithologique international (14.2, 2024) il comporte deux espèces :
- C. lafresnayanus (Verreaux et Des Murs, 1860) – Râle de Lafresnaye
- † C. modestus (Hutton, 1872) – Râle des Chatham